# Список серій телесеріалу «Одружені … та з дітьми»
Нижче представлений повний список серій телесеріалу «Одружені … та з дітьми». Всього було знято 259 епізодів (не враховуючи спеціальні випуски) серіалу. Список сортований за номером епізоду і розбитий за сезонами. Жовтим підсвічені спеціальні випуски серіалу.

## Сезон 1: 1987
| №    | Дата показу     | Оригінальна назва                 | Українська назва                 | Сценарист(и)                | Режисер(и)    |
| ---- | --------------- | --------------------------------- | -------------------------------- | --------------------------- | ------------- |
| 1.01 | 5 квітня, 1987  | Pilot                             | Пілотна серія                    | Майкл Г. Мойє, Рон Левітт   | Лінда Дей     |
| 1.02 | 12 квітня, 1987 | Thinnergy                         | Фінергетика                      | Майкл Г. Мойє, Рон Левітт   | Лінда Дей     |
| 1.03 | 10 травня, 1987 | Sixteen Years and What Do You Get | 16 років і що ти отримав         | Кетрін Грін, Річард Гурман  | Лінда Дей     |
| 1.04 | 19 квітня, 1987 | But I Didn't Shoot the Deputy     | Але я не стріляв у твою собаку   | Рон Бурла                   | Лінда Дей     |
| 1.05 | 3 травня, 1987  | Have You Driven a Ford Lately?    | Ти коли-небудь водив Форд?       | Кетрін Грін, Річард Гурман  | Лінда Дей     |
| 1.06 | 26 квітня, 1987 | Whose Room is it Anyway?          | То кімната у будь-якому випадку? | Марсі Восбург, Сенді Спранг | Зен Базбі     |
| 1.07 | 7 червня, 1987  | Al Loses His Cherry               | Ел втрачає свою вишеньку         | Марсі Восбург, Сенді Спранг | Арландо Сміт  |
| 1.08 | 31 травня, 1987 | Peggy Sue Got Work                | Пеггі влаштувалась на роботу     | Еллен Л. Фогл               | Лінда Дей     |
| 1.09 | 17 травня, 1987 | Married … without Children        | Одружені … без дітей             | Ральф Фаркер                | Лінда Дей     |
| 1.10 | 24 травня, 1987 | The Poker Game                    | Гра у покер                      | Майкл Г. Мойє, Рон Левітт   | Брайан Левант |
| 1.11 | 21 червня, 1987 | Where's the Boss?                 | Де бос?                          | Марсі Восбург, Сенді Спранг | Лінда Дей     |
| 1.12 | 14 червня, 1987 | Nightmare on Al's Street          | Жах на вулиці Ела                | Майкл Г. Мойє               | Лінда Дей     |
| 1.13 | 28 травня, 1987 | Johnny Be Gone                    | Покійний Джонні                  | Кетрін Грін, Річард Гурман  | Лінда Дей     |

## Сезон 2: 1987-1988
| №    | Дата показу        | Оригінальна назва                   | Українська назва                              | Сценарист(и)                | Режисер(и)  |
| ---- | ------------------ | ----------------------------------- | --------------------------------------------- | --------------------------- | ----------- |
| 2.01 | 11 жовтня, 1987    | Buck Can Do It                      | Бак це зможе                                  | Марсі Восбург, Сенді Спранг | Лінда Дей   |
| 2.02 | 27 вересня, 1987   | Poppy's By the Tree, Part 1         | У Поппі біля дерева, частина 1                | Майкл Г. Мойє, Рон Левітт   | Лінда Дей   |
| 2.03 | 27 вересня, 1987   | Poppy's By the Tree, Part 2         | У Поппі біля дерева, частина 2                | Майкл Г. Мойє, Рон Левітт   | Лінда Дей   |
| 2.04 | 4 жовтня, 1987     | If I Were a Rich Man                | Якби я був багатієм                           | Рон Бурла                   | Лінда Дей   |
| 2.05 | 25 жовтня, 1987    | For Whom the Bell Tolls             | Для кого дзвонить дзвінок?                    | Річард Гурман, Кетрін Грін  | Лінда Дей   |
| 2.06 | 18 жовтня, 1987    | Girls Just Want to Have Fun, Part 1 | Дівчата просто хочуть повеселитись, частина 1 | Трейсі Гембл, Річард Ваці   | Лінда Дей   |
| 2.07 | 18 жовтня, 1987    | Girls Just Want to Have Fun, Part 2 | Дівчата просто хочуть повеселитись, частина 2 | Трейсі Гембл, Річард Ваці   | Лінда Дей   |
| 2.08 | 1 листопада, 1987  | Born to Walk                        | Народжений щоб ходити                         | Джон Ворхауз                | Лінда Дей   |
| 2.09 | 8 листопада, 1987  | Alley of the Dolls                  | Алея з ляльок                                 | Сенді Спранг, Марсі Восбург | Лінда Дей   |
| 2.10 | 10 листопада, 1987 | The Razor's Edge                    | Лезо бритви                                   | Еллен Л. Фогл               | Джеррі Коен |
| 2.11 | 22 листопада, 1987 | How Do You Spell Revenge?           | Як звучить помста?                            | Ральф Фаркер                | Лінда Дей   |
| 2.12 | 6 грудня, 1987     | Earth Angel                         | Земний ангел                                  | Еллен Л. Фогл               | Лінда Дей   |
| 2.13 | 20 грудня, 1987    | You Better Watch Out                | Тобі краще бути обережним                     | Кетрін Грін, Річард Гурман  | Лінда Дей   |
| 2.14 | 10 січня, 1988     | Guys and Dolls                      | Хлопці та ляльки                              | Сенді Спранг, Марсі Восбург | Лінда Дей   |
| 2.15 | 24 січня, 1988     | Build a Better Mousetrap            | Будівництво найкращої мишоловки               | Рон Левітт, Майкл Г. Мойє   | Лінда Дей   |
| 2.16 | 7 лютого, 1988     | Master the Possibilities            | Майстер можливостей                           | Рон Левітт, Майкл Г. Мойє   | Лінда Дей   |
| 2.17 | 14 лютого, 1988    | Peggy Loves Al, Yeah, Yeah, Yeah    | Пеггі кохає Ела, так, так, так                | Ральф Фаркер                | Джеррі Коен |
| 2.18 | 21 лютого, 1988    | The Great Escape                    | Велика втеча                                  | Еллен Л. Фогл               | Лінда Дей   |
| 2.19 | 28 лютого, 1988    | Impo-Dent                           | «Вм'ятимопотент»                              | Сенді Спранг, Марсі Восбург | Джеррі Коен |
| 2.20 | 6 березня, 1988    | Just Married… with Children         | Нещодавно одружені… та з дітьми               | Еллен Л. Фогл               | Лінда Дей   |
| 2.21 | 13 березня, 1988   | Father Lode                         | Батькова схованка                             | Джеррі Перзіган             | Лінда Дей   |
| 2.22 | 1 травня, 1988     | All in the Family                   | Родина у зборі                                | Марсі Восбург, Сенді Спранг | Лінда Дей   |

## Сезон 3: 1988-1989
| №    | Дата показу        | Оригінальна назва                 | Українська назва                     | Сценарист(и)                          | Режисер(и)          |
| ---- | ------------------ | --------------------------------- | ------------------------------------ | ------------------------------------- | ------------------- |
| 3.01 | 27 листопада, 1988 | Poke High                         | Високий стрибок                      | Ральф Фаркер                          | Джеррі Коен         |
| 3.02 | 6 листопада, 1988  | He Thought He Could               | Він думав, що він міг                | Майкл Г. Мойє, Рон Левітт             | Джеррі Коен         |
| 3.03 | 20 листопада, 1988 | I'm Going to Sweatland            | Я йду до Світленду                   | Памела Вік, Сузанн Крідланд Вік       | Джеррі Коен         |
| 3.04 | 11 грудня, 1988    | The Camping Show                  | Кемпінг шоу                          | Марсі Восбург, Сенді Спранг           | Джеррі Коен         |
| 3.05 | 8 січня, 1989      | A Dump of My Own                  | Дірка для мене особисто              | Майкл Г. Мойє, Рон Левітт             | Джеррі Коен         |
| 3.06 | 15 січня, 1989     | Her Cups Runneth Over             | Подарунок до Дня нарождения          | Марсі Восбург, Сенді Спранг           | Джеррі Коен         |
| 3.07 | 29 січня, 1989     | The Bald and the Beautiful        | Лисі та вродливі                     | Жуль Денніс, Річард Мюллер            | Джон Сгуелья        |
| 3.08 | 19 лютого, 1989    | I'll See You in Court             | Побачимось у суді                    | Жан Барух, Джинн Романо               | Джеррі Коен         |
| 3.09 | 5 лютого, 1989     | The Gypsy Cried                   | Провісниця                           | Річард Гурман                         | Джеррі Коен         |
| 3.10 | 12 лютого, 1989    | Requiem for a Dead Barber         | Реквієм за перукарем                 | Майкл Г. Мойє, Рон Левітт             | Джеймс Ерік Хорнбек |
| 3.11 | 26 лютого, 1989    | Eatin' Out                        | Вечеря у ресторані                   | Сенді Спранг, Марсі Восбург           | Джеррі Коен         |
| 3.12 | 18 березня, 1989   | My Mom, the Mom                   | Моя мама — це мати                   | Ліза Кайт, Сінди Бегел, Жан Розенблюм | Джеррі Коен         |
| 3.13 | 25 березня, 1989   | Can't Dance, Don't Ask Me         | Не вмієш танцювати — не запитуй мене | Роберт Юлін, Гебріелль Топпінг        | Джеррі Коен         |
| 3.14 | 12 квітня, 1989    | A Three Job, No Income Family     | Я — мій найкращий клієнт             | Річард Гурман                         | Джеррі Коен         |
| 3.15 | 29 грудня, 1989    | The Harder They Fall              | Переслідувач                         | Еллен Л. Фогл                         | Джеррі Коен         |
| 3.16 | 9 квітня, 1989     | The House That Peg Lost           | Дім, який Пеггі втратила             | Стів Гренат, Мел Шерер                | Джеррі Коен         |
| 3.17 | 23 квітня, 1989    | Married … with Prom Queen, Part 1 | Моя дружина, королева, ч. 1          | Еллен Л. Фогл                         | Джеррі Коен         |
| 3.18 | 30 квітня, 1989    | Married … with Prom Queen, Part 2 | Моя дружина, королева, ч. 2          | Еллен Л. Фогл                         | Джеррі Коен         |
| 3.19 | 7 травня, 1989     | The Computer Show                 | Комп'ютерне шоу                      | Сара В. Фінні, Вайда Спірс            | Джеррі Коен         |
| 3.20 | 14 травня, 1989    | The Dateless Amigo                | Герой сучасного світу                | Ральф Фаркер                          | Джеррі Коен         |
| 3.21 | 21 травня, 1989    | Life's a Beach                    | Життя на пляжі                       | Ральф Фаркер                          | Джеррі Коен         |
| 3.22 | 27 травня, 1989    | Here's Lookin' at You, Kid        | Вона дивиться на тебе, хлопче…       | Лен О'Нілл                            | Джеррі Коен         |

## Сезон 4: 1989-1990
| №    | Дата показу        | Оригінальна назва                       | Українська назва                                | Сценарій                                    | Режисер             |
| ---- | ------------------ | --------------------------------------- | ----------------------------------------------- | ------------------------------------------- | ------------------- |
| 4.01 | 3 вересня, 1989    | Hot off the grill                       | Гарячий гриль                                   | Майкл Г. Мойє, Рон Левітт                   | Джеррі Коен         |
| 4.02 | 10 вересня, 1989   | Dead men don't do aerobics              | Мерці не займаються гімнастикою                 | Кетрін Грін                                 | Джеррі Коен         |
| 4.03 | 24 вересня, 1989   | Buck saves the day                      | Бак рятує день                                  | Марсі Восберг, Сенді Спранг                 | Джеррі Коен         |
| 4.04 | 1 жовтня, 1989     | Tooth and consequences                  | Зуб і відповідальність                          | Шелдон Краснер, Девід Сайлінг, Вілл Роджерс | Джеррі Коен         |
| 4.05 | 8 жовтня, 1989     | He ain't much, but he's mine            | Можливо й нікчема, але все-одно мій             | Ліза Розенталь                              | Джеррі Коен         |
| 4.06 | 29 жовтня, 1989    | Fair exchange                           | Чесний обмін                                    | Ел Айдекмен                                 | Джеррі Коен         |
| 4.07 | 5 листопада, 1989  | Desperately seeking Miss October        | Відчайдушний пошук Міс Жовтень                  | Артур Сільвер, Стів Бінг                    | Джон Сгуелья        |
| 4.08 | 12 листопада, 1989 | 976-SHOE                                | 976-ВЗУТТЯ                                      | Марсі Восберг, Сенді Спранг                 | Джеррі Коен         |
| 4.09 | 19 листопада, 1989 | Oh, what a feeling                      | Ох, що за почуття                               | Майкл Г. Мойє, Рон Левітт                   | Джеррі Коен         |
| 4.10 | 26 листопада, 1989 | At the zoo                              | У зоопарку                                      | Кетрін Грін                                 | Джеймс Ерік Хорнбек |
| 4.11 | 7 січня, 1990      | Who'll stop the rain                    | Хто зупинить дощ                                | Кевін Каррен                                | Джеррі Коен         |
| 4.12 | 17 грудня, 1989    | It's a Bundyful life, Part 1            | Це Бандове життя, частина 1                     | Майкл Г. Мойє, Рон Левітт                   | Джеррі Коен         |
| 4.13 | 17 грудня, 1989    | It's a Bundyful life, Part 2            | Це Бандове життя, частина 2                     | Майкл Г. Мойє, Рон Левітт                   | Джеррі Коен         |
| 4.14 | 7 лютого, 1990     | Rock and roll girl                      | Рок-н-рольна дівчина                            | Еллен Л. Фогл                               | Джеррі Коен         |
| 4.15 | 14 січня, 1990     | A taxing problem                        | Податкові проблеми                              | Пол Даймонд                                 | Джеррі Коен         |
| 4.16 | 11 лютого, 1990    | You gotta know when to hold 'em, Part 1 | Ти повинен знати, коли їх притримати, частина 1 | Сью Доунем                                  | Джеррі Коен         |
| 4.17 | 18 лютого, 1990    | You gotta know when to hold 'em, Part 2 | Ти повинен знати, коли їх притримати, частина 2 | Кевін Карран                                | Джеррі Коен         |
| 4.18 | 25 лютого, 1990    | What goes around comes around           | Что відбувається тут, те й навколо              | Еллен Л. Фогл                               | Джеррі Коен         |
| 4.19 | 29 квітня, 1990    | Rain girl                               | Дівчина дощу                                    | Кевін Карран                                | Джеррі Коен         |
| 4.20 | 25 березня, 1990   | Peggy turns 300                         | Пеггі дає три сотні                             | Кетрін Грін                                 | Джеррі Коен         |
| 4.21 | 15 квітня, 1990    | Peggy made a little lamb                | Пеггі зробила маленького ягня                   | Еллен Л. Фогл                               | Джеррі Коен         |
| 4.22 | 6 травня, 1990     | The agony of defeat                     | Агонія поразки                                  | Дайан Барроуз, Джої Гутьеррез               | Джеррі Коен         |
| 4.23 | 13 травня, 1990    | Yard sale                               | Дворовий розпродаж                              | Марсі Восберг, Сенді Спранг                 | Джеррі Коен         |